# Pål André Helland
 Pål André Helland  (Orkanger, Noruega, 4 de enero de 1990) es un exfutbolista noruego que jugaba de extremo.

## Clubes
| Club                | País    | Año       |
| ------------------- | ------- | --------- |
| Rosenborg BK        | Noruega | 2009-2011 |
| Ranheim IL (cedido) | Noruega | 2009-2010 |
| Ranheim IL (cedido) | Noruega | 2011      |
| Byåsen IL           | Noruega | 2011-2012 |
| IL Hødd             | Noruega | 2012-2013 |
| Rosenborg BK        | Noruega | 2013-2021 |
| Lillestrøm SK       | Noruega | 2021-2022 |

## Palmarés

### Campeonatos nacionales
| Título               | Club         | País    | Año  |
| -------------------- | ------------ | ------- | ---- |
| Tippeligaen          | Rosenborg BK | Noruega | 2009 |
| Tippeligaen          | Rosenborg BK | Noruega | 2010 |
| Copa de Noruega      | IL Hødd      | Noruega | 2012 |
| Tippeligaen          | Rosenborg BK | Noruega | 2015 |
| Copa de Noruega      | Rosenborg BK | Noruega | 2015 |
| Tippeligaen          | Rosenborg BK | Noruega | 2016 |
| Copa de Noruega      | Rosenborg BK | Noruega | 2016 |
| Supercopa de Noruega | Rosenborg BK | Noruega | 2017 |
| Eliteserien          | Rosenborg BK | Noruega | 2017 |
| Eliteserien          | Rosenborg BK | Noruega | 2018 |
| Copa de Noruega      | Rosenborg BK | Noruega | 2018 |